# Lapuente Mata del Tigre
Lapuente Mata del Tigre är en ort i Mexiko.   Den ligger i kommunen Tantoyuca och delstaten Veracruz, i den sydöstra delen av landet, 240 km norr om huvudstaden Mexico City. Lapuente Mata del Tigre ligger 120 meter över havet och antalet invånare är 134.
Terrängen runt Lapuente Mata del Tigre är platt. Runt Lapuente Mata del Tigre är det ganska tätbefolkat, med 72 invånare per kvadratkilometer. Närmaste större samhälle är Tantoyuca, 6,8 km söder om Lapuente Mata del Tigre. Trakten runt Lapuente Mata del Tigre består till största delen av jordbruksmark.